# 川村和夫
川村 和夫（かわむら かずお、1953年8月25日 - ）は、日本の実業家。明治ホールディングス代表取締役社長。宮城県出身。

## 経歴
1976年、早稲田大学法学部卒業。同年、旧明治乳業（現明治）入社。2007年に同社取締役、2012年に同社代表取締役社長に就任。2018年、明治ホールディングス代表取締役社長に就任。
2024年11月に旭日重光章を受章。